# Le vacanze del Sor Clemente
Le vacanze del Sor Clemente è un film del 1955 diretto da Camillo Mastrocinque.

## Produzione
Il soggetto del film prende spunto dal successo dell'omonimo personaggio radiofonico interpretato da Alberto Talegalli in Rosso e nero nei primi anni 50. Prodotto dalla Titanus viene girato nel 1954 per uscire nelle sale nel giugno del 1955.

## Incassi
Incasso accertato sino a tutto il 31 marzo 1959  £ 92.457.511